# بحر الصومال
البحر الصومالي هو بحر هامشي بين الساحل الشرقي للصومال وسيشيل. يشار البحر الحدود مع السواحل بأكملها للولايات الإقليمية الصومالية في غلمدغ، هيرشبيلي، جنوب غرب الصومال، جوبا لاند، وجزء من بونتلاند وكذلك جزيرة ماهيه (جزيرة) وجزر سيشيل الأخرى مثل لا ديغو وكوريوز.

## التاريخ
تمت الإشارة إلى البحر الصومالي بأسماء عديدة عبر التاريخ، بما في ذلك «بحر أزانيا» و «بحر الإريتريين». يشار إلى الأجنحة الجنوبية التي تواجه قناة موزمبيق تاريخيا باسم «بحر زنج».